# Týr

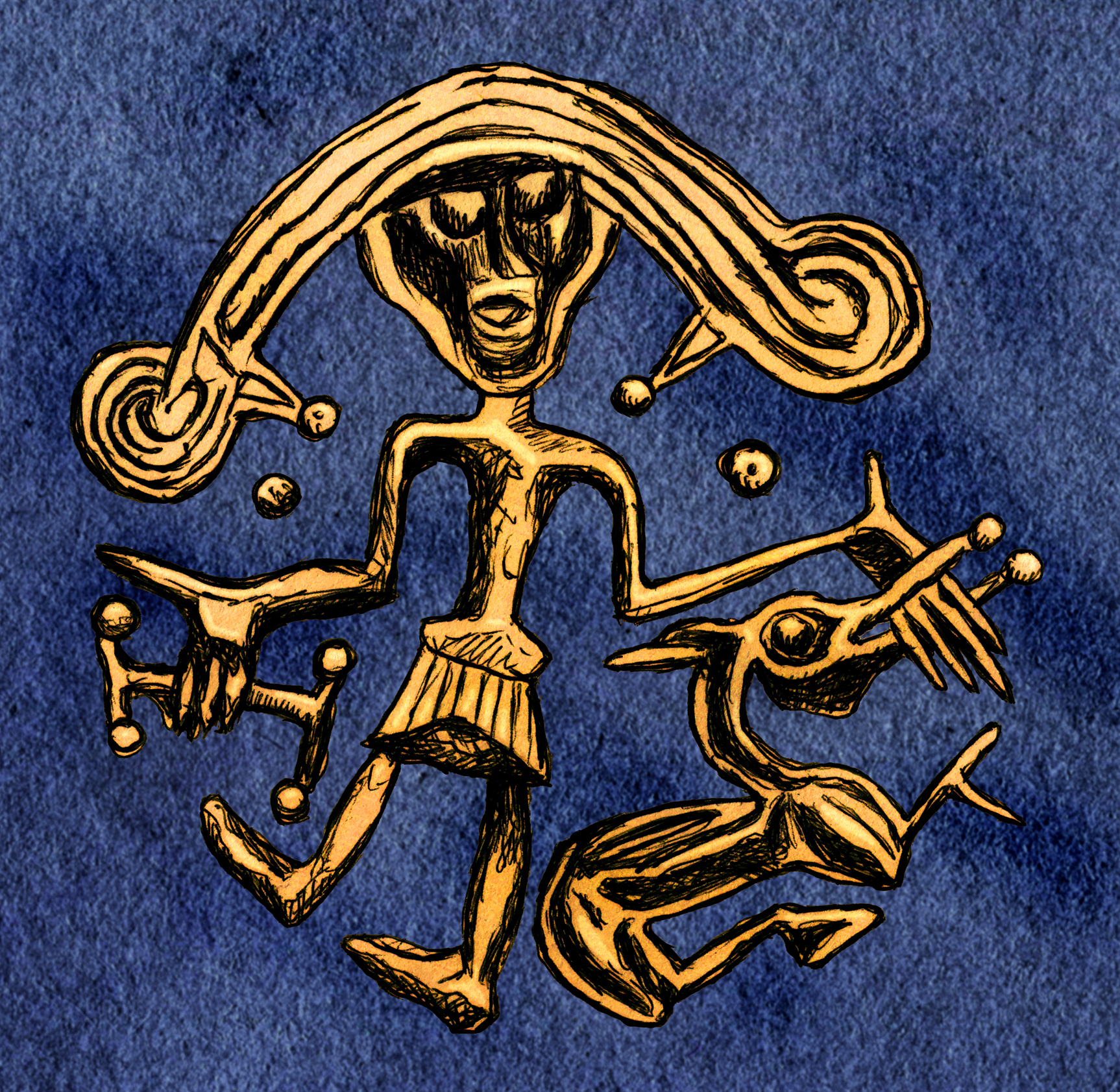
Nákres Týra a Fenrira z nálezu germánského brakteátu nedaleko švédského města Trollhättanu, období stěhování národů

Týr, též Tý, je severský bůh z rodu Ásů. V literatuře bývá označován za boha nebes, války, práva a shromáždění thing, ale jeho skutečná funkce je předmětem mnoha diskusí. Toto božstvo bylo známo i ostatním germánským národům, jeho anglosaský protějšek byl nazýván Tíw, Tiu či Tíg, starohornoněmecký Ziu, gótský Týz. Je s ním spojena runa staršího futharku zvaná tiwaz.
Římany byl Týr ztotožňován s Martem a známe tak nápisy věnované božstvu jménem Mars Thingsus „Mars thingu“. Po vzoru latinského dies Martis „den Martův, úterý“ také vzniklo v germánských jazycích označení tohoto dne jako staroseverské týsdagr nebo anglické tuesday. V jiných germánských jazycích vzniklo označení tohoto dne z výrazů thing a příbuzných, například německé Dienstag nebo nizozemské dingsdag. S Týrem může souviset i bavorské označení úterý Ertag, které nejspíše odkazuje na Irmina či Ermina, který bývá někdy s Týrem ztotožňován.

## Etymologie
Jméno Týr vychází z pragermánského *tiwaz a z praindoevropského *deiwós „bůh, nebešťan“. S *deiwós je příbuzné slovo *D(i)yéus, což je rekonstruované jméno praindoevropského boha nebes odrážející se například v řeckém Zeus, latinském Jupiter a védském Djaus. Z tohoto důvodu byl některými badateli Týr vykládán jako božstvo nebes, ale vzhledem k tomu že žádný z dochovaných zdrojů nenaznačuje specifickou nebeskou povahu jiní badatelé, například Otto Bremer a Einar Haugen, toto spojení odmítli. Podle Martina L. Westa toto božstvo neslo původně jiné jméno a to bylo později nahrazeno obecným označením týr „bůh“.
Ve vzácných případech bylo ve staroseverštině jméno tohoto boha používáno jako obecné označení pro boha, plurál tívar tak znamená „bohové“ a v singuláru, tedy jako týr, bylo ve složeninách užíváno v kenninzích pro Ódina, jako například Hangatýr „bůh oběšenců“, a Thóra, nebo i jiných kenninzích: bödvar Týr „Týr bitvy“ znamená válečníka. Týrovo jméno tím však mezi severskými jmény bohů není nijak výjimečné a nemusí tedy nutně znamenat obecně „bůh“.

## Zdroje

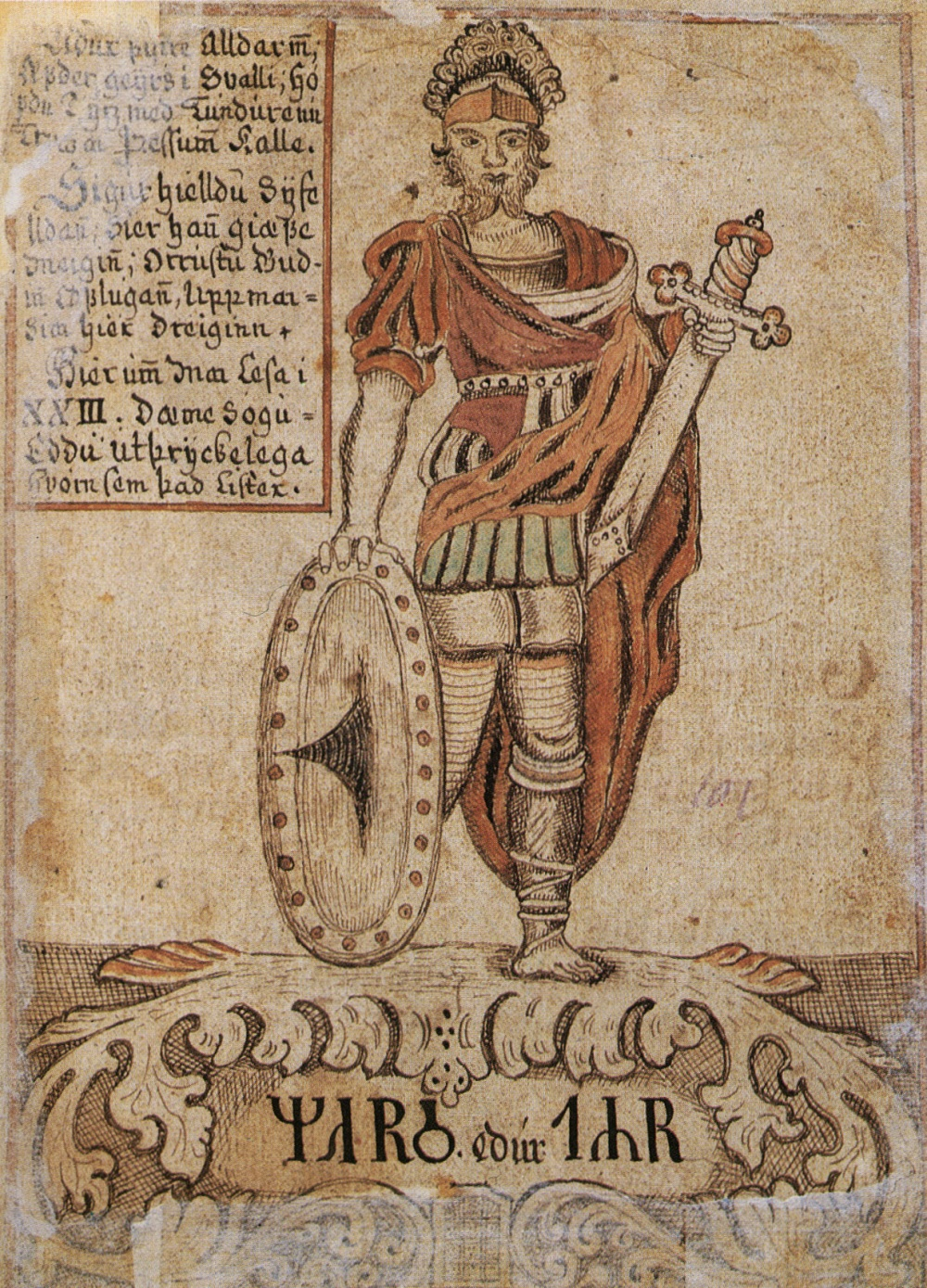
Týr na islandské ilustraci Poetické Eddy z 18. století

Prozaická Edda z počátku 13. století o něm uvádí toto:
Dále je ještě Ás, který se jmenuje Tý. Je nejodvážnější a nejsrdnatější a rozhoduje velkou měrou o vítězství v bitvách. Vzývat ho prospěje bojovníkům. O tom, kdo předčí ostatní a ničeho se neleká, říká úsloví, že je neohrožený jako Tý. Je rovněž moudrý, takže o zvlášť moudrém člověku se říká, že je rozvážný jako Tý. Důkazem jeho odvahy je, že když Ásové lákali vlka Fenriho, aby si dal nasadit pouto Gleipni, vlk jim neuvěřil, že ho zase pustí na svobodu, dokud mu nevložili ruku Týovu do chrtánu jako zástavu. A když ho pak Ásové pustit nechtěli, ukousl Týovi ruku v zápěstí a ten je od té doby jednoruký a nemůže být prostředníkem smíru mezi lidmi.
Snorri Sturluson, Gylfiho oblouznění, Prozaická Edda, 
Na to, jak Týr ztratil ruku, je vyprávěno ještě na jednom místě Gylfiho oblouznění. Taktéž je zmiňován Týrův protivník při Ragnaröku: pes Garm, který upoután jeskyni Gnipahelli střeží vstup do Helheimu. Ve Výčtu meter je uváděn pro tohoto boha kenning „Ódinův syn“.
V Poetické Eddě je zmiňována Týova ztráta ruky v písni Lokiho pře a v Písni o Hymim Týr doprovází Thóra na výpravě za obrovským kotlem, který je vlastnictvím jotuna Hymiho, Týrova otce. V této písni se objevuje i nejasná zmínka o matce či pramáti tohoto boha:
Týr pramáti svou
protivnou spatřil,
devět set hlav
hrozných měla;
však jinou uviděl
s paprsky brv
v pohár lít
synovi pivo. 
Píseň o Hymim, Poetická Edda, 

## Hypotézy
Jaan Puhvel považuje v důsledku etymologie Týra za božstvo nebes a dokonce uvažuje že jeho jména není odvozeno *deiwós, ale přímo od *D(i)yéus. Podle jeho názoru byl zatlačen Ódinem, kterého srovnává s védským Rudrou, a později s ním počal splývat. Týra srovnává s římský bohem přísah Diem Fidiem a hrdiny kteří přišli o svou ruku – římským Scaevolem a irským Núadou. Zároveň přirovnává Týra a Ódina k védské dvojici Mitra-Varuna.

## Týr v umění

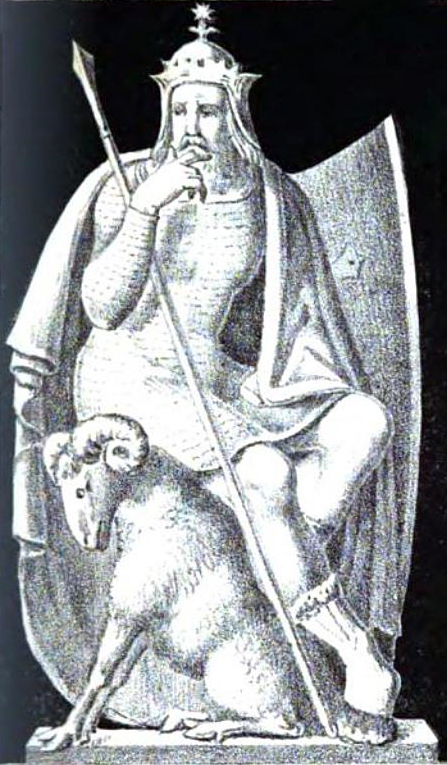
Amalia Schoppe, Týr, 1832
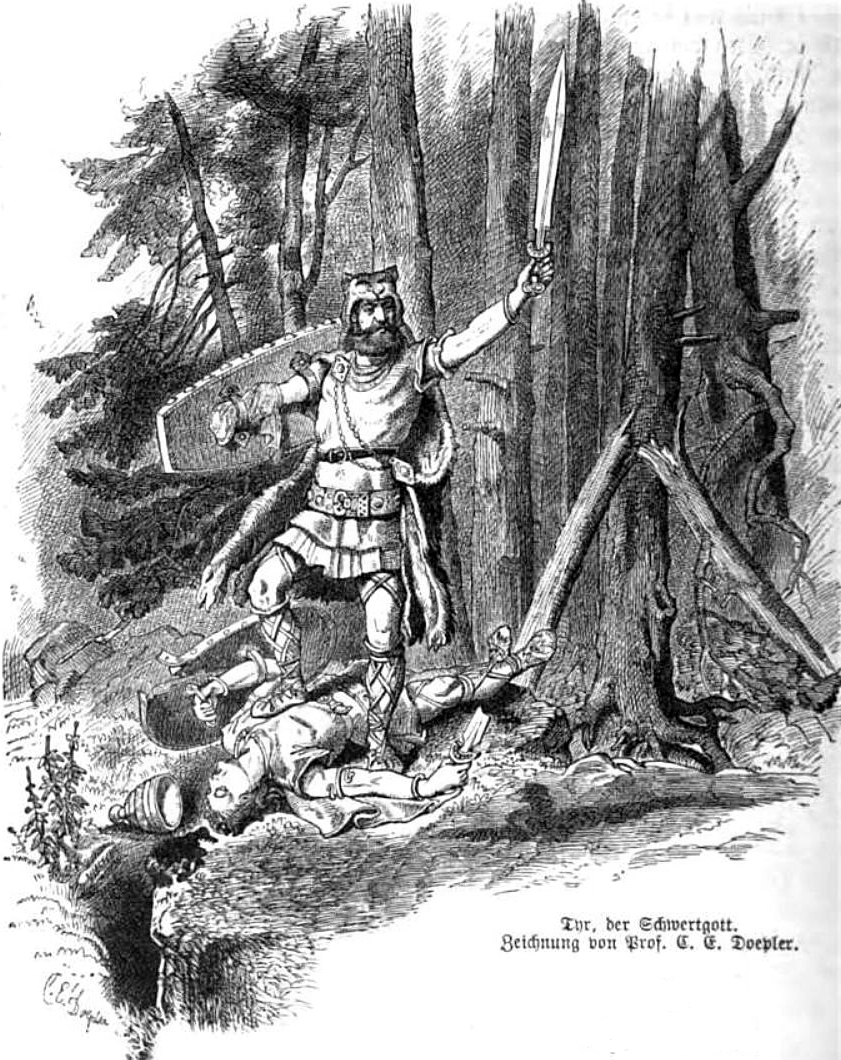
Carl Emil Doepler, Týr - bůh meče, 1882
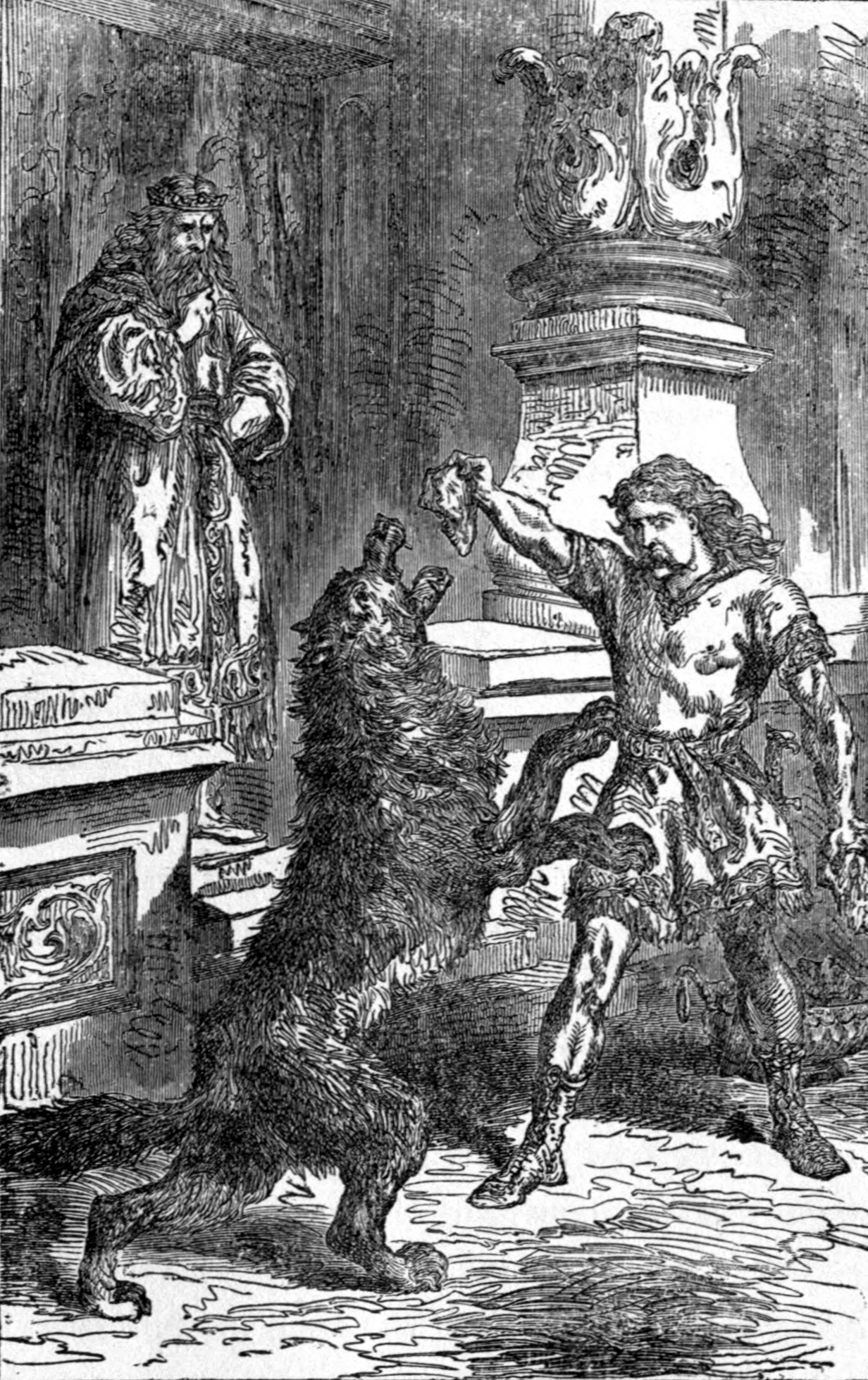
Louis Huard, Týr krmící Fenriho, 1891
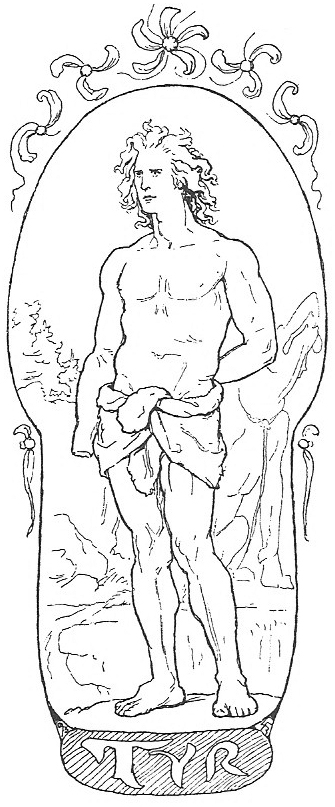
Lorenz Frølich, Týr, 1895
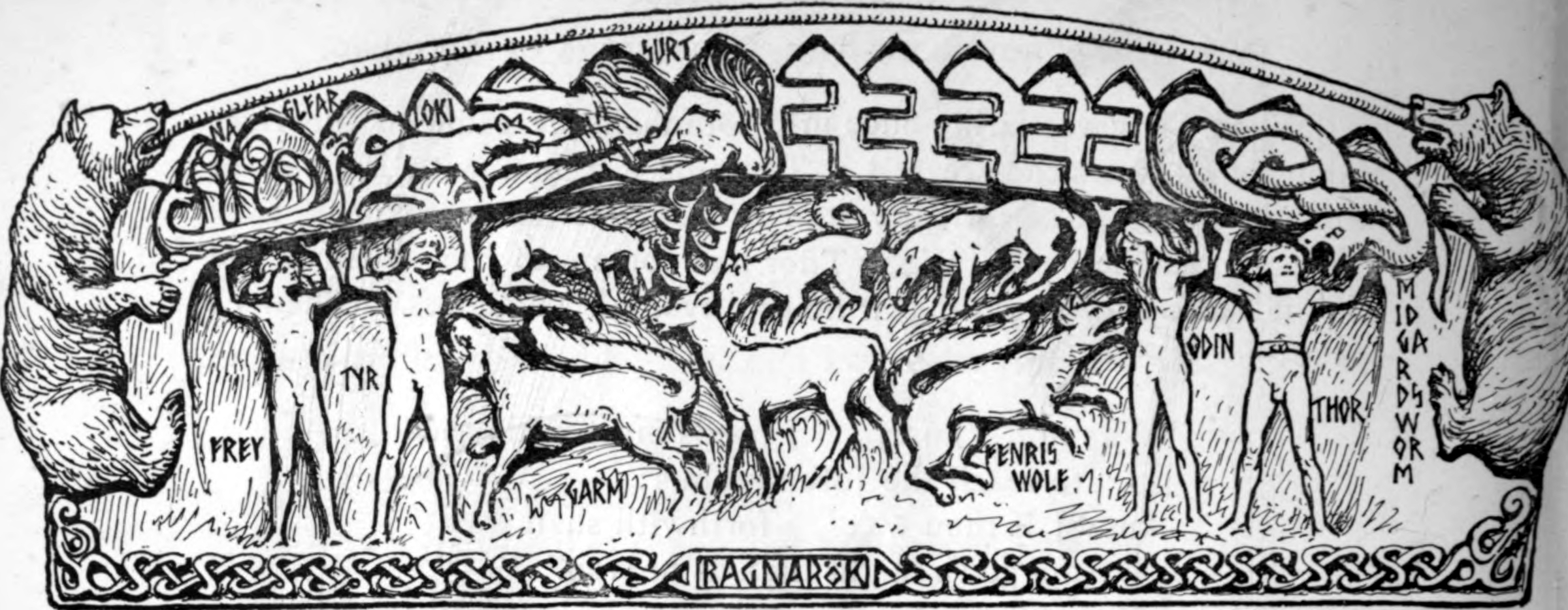
W.G. Collingwood, Ragnarök, 1908
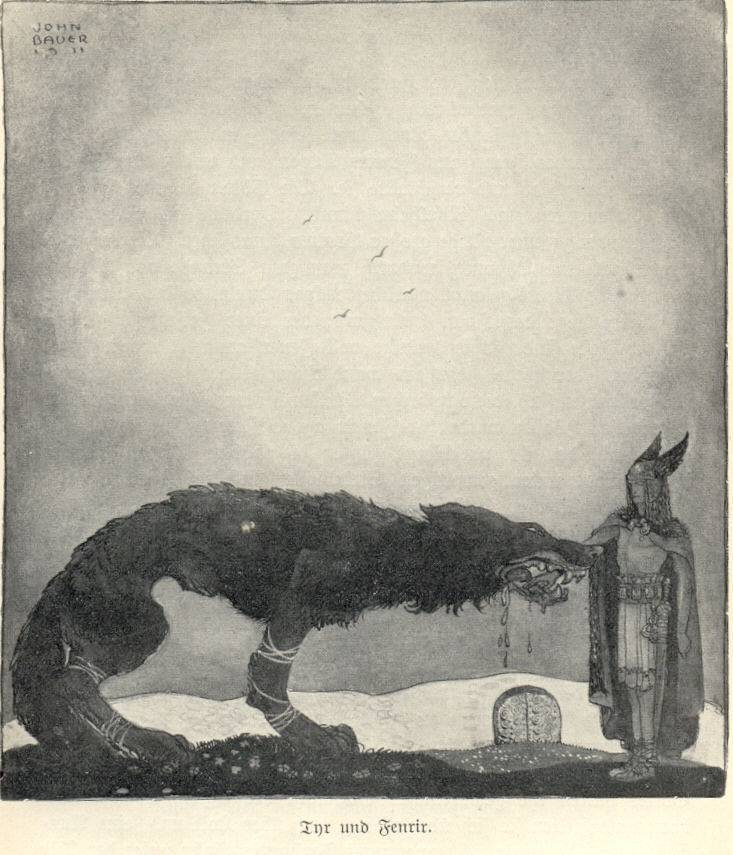
John Bauer, Týr a Fenri, 1911